# Мигицко Сергій Григорович
Мигицко Сергій Григорович — радянський і російський актор театру і кіно. Народний артист Росії (1998).

## Життєпис
Народився 23 квітня 1953 року в Одесі. Закінчив Ленінградський державний інститут театру, музики і кінематографії (1974). Актор театру імені Ленради.
Знявся в українських фільмах: «Тільки в м'юзік холі» (1980, т/ф), «Світла постать» (1988), «Мистецтво жити в Одесі» (1989).